# Datación por resonancia de espín electrónico
La datación por resonancia de espín de electrones, o datación por ESR, es una técnica utilizada para datar materiales recién formados, que la datación por radiocarbono no puede, como los carbonatos, el esmalte dental o los materiales que se han calentado previamente como roca ígnea. La datación por resonancia de espín electrónico se introdujo por primera vez en la comunidad científica en 1975, cuando Motoji Ikeya dató un espeleotema de la cueva Akiyoshi, Japón. La datación por ESR mide la cantidad de electrones no apareados en estructuras cristalinas que previamente fueron expuestas a la radiación natural. La edad de la sustancia se puede determinar midiendo la dosis de radiación desde el momento de su formación.

## Aplicaciones
La datación por ESR se utiliza en campos como la química de la radiación, la bioquímica y la geología, la arqueología y la antropología. Este método se usa en lugar de la datación por radiocarbono porque la datación por ESR puede datar materiales recién formados o roca previamente calentada. La datación de dientes enterrados ha servido de base para la datación de restos humanos. Se ha utilizado en estudios para fechar el sílex quemado y el desgrasante mineral encontrado en ciertas cerámicas antiguas. Las aplicaciones de datación de ESR más recientes incluyen la datación de terremotos gracias a la harina o salbanda de falla (material fino que se queda atrapado entre los espejos de falla), erupciones volcánicas o la actividad tectónica a lo largo de las líneas costeras.

## Proceso de datación
La datación por resonancia de espín del electrón se puede describir como datación de carga atrapada. La radiactividad hace que los electrones con carga negativa se muevan desde un estado fundamental, la banda de valencia, a un nivel de energía más alto en la banda de conducción. Después de un corto tiempo, los electrones finalmente se recombinan con los orificios cargados positivamente que quedan en la banda de valencia. Los electrones atrapados forman centros para-magnéticos y dan lugar a ciertas señales que pueden detectarse bajo una espectrometría ESR. La cantidad de electrones atrapados corresponde a la magnitud de la señal ESR. Esta señal de ESR es directamente proporcional al número de electrones atrapados en el mineral, la dosis de sustancias radiactivas y la edad.

### Cálculo de la edad ESR
La edad de resonancia de espín electrónico de una sustancia se encuentra en la siguiente ecuación:
{\displaystyle D_{E}=\int _{0}^{T}D(t).dt}
donde DE es la dosis equivalente (en Gray o Gy), es decir, la cantidad de radiación que una muestra ha recibido durante el tiempo transcurrido entre la puesta a cero del reloj ESR (t = 0) y el muestreo (t = T). D(t) es la tasa de dosis (generalmente en Gy/ka o microGy/a), que es la dosis promedio absorbida por la muestra en un año. Si D(t) se considera constante en el tiempo, D, entonces la ecuación se puede expresar de la siguiente manera:
{\displaystyle T=D_{E}/D}
En este escenario, T es la edad de la muestra, es decir, el tiempo durante el cual la muestra ha estado expuesta a la radiactividad natural desde que la señal ESR se restableció por última vez. Esto sucede al liberar la carga atrapada, es decir, generalmente por disolución/recristalización, calor, blanqueo óptico o tensión mecánica.

#### Determinación de la dosis acumulada
La dosis acumulada se encuentra por el método de dosis aditiva y por espectrometría de resonancia de espín electrónico (ESR). Cuando una muestra se coloca en un campo magnético externo y se irradia con ciertas dosis de microondas que cambian el nivel de energía de los centros magnéticos (cambia la rotación del espín) a la misma o contraria al campo magnético circundante. El cambio en las propiedades magnéticas solo ocurre a niveles de energía específicos y para ciertas frecuencias de microondas, hay fuerzas magnéticas específicas que causan estos cambios (resonancia). La colocación de una línea ESR en un espectro corresponde a la proporción (factor g) de la frecuencia de microondas a la intensidad del campo magnético utilizada en la espectrometría. A medida que se produce la extrapolación hacia cero de la intensidad de la ESR, se puede determinar la dosis acumulada.

#### Determinación de la tasa de dosis
La tasa de dosis se encuentra a partir de la suma de las concentraciones de materiales radiactivos en la muestra (tasa de dosis interna) y su entorno (tasa de dosis externa). Las dosis de radioactividad interna y externa se deben calcular por separado debido a las diferencias variables entre las dos.
Factores a incluir en el cálculo de la radioactividad:
- Concentración de uranio, torio y potasio.[2]
- Energías para rayos alfa, beta y gamma de uranio-238 y torio-232.[3]
- Factores de corrección relacionados con el contenido de agua, la geometría de la muestra, su espesor y densidad.
- Tasas de dosis de rayos cósmicos: dependen de la posición geográfica y del grosor de los sedimentos que cubren la muestra (300 pGy/a a nivel del mar).[1]

## Fiabilidad
Los electrones atrapados solo tienen un marco de tiempo limitado cuando están dentro de las etapas de nivel de energía intermedia. Después de un cierto intervalo de tiempo, o fluctuaciones de temperatura, los electrones atrapados volverán a sus estados de energía y se recombinarán con huecos. La recombinación de los electrones con sus agujeros es insignificante si la vida promedio es diez veces más alta que la edad de la muestra que se está fechando.